# 加里薩大學屠殺案
加里薩大學屠殺案，是指發生於2015年4月2日，於肯亞加里薩縣加里薩市的一起屠殺案。當地的加里薩大學遭到索马里青年党的武裝份子闖入，並劫持了多名學生做為人質（基督徒當場射殺，穆斯林予以釋放）。青年黨是一個伊斯蘭激進組織，攻擊加里薩大學是為了報復先前肯亞派兵至索馬利亞，青年黨的基地位於索马里。
本次事件至少造成148人死亡，是自1998年美国大使馆爆炸案以来肯尼亚死亡最惨重的袭击，死伤人数超过2002年蒙巴萨机场袭击案、2013年首都内罗毕购物中心袭击事件、2014年古恐巴爆炸案、拉姆袭击事件和内罗毕公交车爆炸案。

## 背景
加里萨位于索马里边境约200公里处，因市内有警察总部和军队进驻，而被认为是“该地区最安全的地点之一”。青年党是与基地组织有联系的多民族激进组织，在此前两年的事件中杀害了超过200名肯尼亚民众。这些袭击明显影响到肯尼亚的旅游业，尽管青年党在此前已经存在，2002年蒙巴萨袭击案还针对了游客。此前，许多激进组织的袭击是在主要城市人口聚集区的外围。
据报道，袭击前曾有一份“扬言即将威胁一所著名大学的高调警告”。临近大学的一名学生格雷斯·凯表示，“加里萨城有陌生人被怀疑是恐怖分子”，随后“在星期一（3月30日）我们的大学校长告诉我们......那陌生人已经在我们的大学里发现”，周二，大学关闭，学生被送回家，仍然开门的学校遭到袭击。
外交官和分析人士也批评了肯尼亚安全部队的维稳策略，把他们形容为“没人性，不分青红皂白地大量逮捕索马里公民”。他们还警告称，这种不抓重点的战术只会引发穆斯林的不满，从而让青年党有可乘之机。案发前天，肯尼亚总统乌胡鲁·肯雅塔曾严厉批评英国和澳大利亚针对肯尼亚的安全威胁调整外游警告。

## 袭击
袭击于当地时间5点30分左右发生，枪手和大学警卫爆发枪战。有两名警卫在门口被打死。20名被士兵救出的學生，其中包括声称至少有五名蒙面武装人员在场、基督徒被“当场打死”的柯林斯·威坦古拉。
肯尼亚国防军和其他安全机构被部署到现场，包围并封锁了大学以搜捕枪手。内政部和肯尼亚国家灾害行动中心报告称，四分之三的宿舍已被疏散。另一名逃走的学生迈克尔·伯旺那说：“大多数人还在里面，还有女生”，提到剩余的学生宿舍估计是枪手藏匿的地点。一名疑似袭击者在逃离现场时被捕。
围攻持续了近15个小时，四名枪手在黄昏后被击毙。蒙面袭击者挥舞着AK-47，同时还在身上绑炸药。枪手被肯尼亚军队击毙时“像炸弹一样”爆炸。目前还不清楚炸药是袭击者故意引爆，还是安全部队的枪火引发爆炸。
148人死者中，有142名学生，3名士兵和3名警察。大约有587名学生逃出，但有79人受伤。当局表示，所有的学生已被清点。

## 动机
一名幸存的学生表示，枪手说斯瓦希里语，表示他们与青年党组织有联系。该组织后来承认了本次袭击。组织发言人谢赫·阿里·马哈茂德·拉基描述了有关情况：“当我们的人抵达时，他们放走了穆斯林”，但却挟持了基督徒当人质。拉基表示，他的手下的任务是杀死反对青年党的人士，称肯尼亚正在与索马里展开战争，提到有非洲联盟的肯尼亚军队进驻索马里。另一名发言人表示青年党袭击该机构，因为它是“被非穆斯林殖民统治的穆斯林地区”。后来在4月4日，青年党发表声明，宣称袭击的动机是为索马里南部（身为非索特派团的肯尼亚军队部署在那里）和索马里人居住东北省的“死在肯尼亚安全部队手上的数千名穆斯林报仇”。
围攻期间一名疑似袭击者在逃离现场时被抓获。行动结束后，两名疑似袭击者在校园内被发现，其中有一名坦桑尼亚人，跟大学没有干系。
肯尼亚政府将索马里地区的公民穆罕默德·库诺（也被称为Dulyadin、Gamadhere或谢赫·马哈马德）认定为是袭击的幕后策划者，将其逮捕可获得20万肯尼亚先令的奖励。1993-1995年间，库诺曾在哈拉曼基金会工作，随后在加里萨的马德拉萨纳贾赫学校任教，担任该校校长。政府为库诺颁发了2000万肯尼亚先令的奖金。当地媒体把马哈茂德2014年在曼德拉地区策划的两起独立的青年党袭击，联系在一起。
4月4日，肯尼亚内政部宣布抓获了五名涉嫌参与袭击的男子。该三人是索马里的肯尼亚公民，被认定为组织者。他们在试图进入索马里时被截获。另有一人是大学保安，也是索马里的肯尼亚公民，他被认为跟组织有明显联系。最后一名嫌犯是坦桑尼亚人拉希德·查尔斯·默伯雷瑟罗，被怀疑是枪手之一。据称他被发现时带着弹药藏在天花板里。

## 后续
加里萨和其他三个靠近肯尼亚和索马里边境的县（瓦吉尔、曼德拉和塔纳河）被强制夜间宵禁，从晚上18点30分持续到凌晨6点30分，4月16日结束。
青年党4月4日用英文向肯尼亚人公开演说，称“受真主的许可”，青年党将“不惜附上一切代价”，“直至政府停止压迫和肯尼亚所有的穆斯林领土被解放”。肯尼亚民众在“学校、大学、单位甚至是家中”要为“没有站出来反对政府的压迫性政策及加强选举政策”而打醒精神。